# Robson Ponte
Robson Ponte (São Paulo, 6 november 1976) is een Braziliaans voetballer die speelt bij Urawa Red Diamonds. Ondanks dat Ponte geboren is in Brazilië, heeft hij ook een Italiaans paspoort.

## Clubs
- 1995-1997:  CA Juventus
- 1997-1998:  América FC
- 1998-1999:  Guarani FC
- 1999-2001:  Bayer Leverkusen
  - 2001-2003:  VfL Wolfsburg (op huurbasis)
- 2003-2005:  Bayer Leverkusen
- 2005-Heden:  Urawa Red Diamonds